# Artvim

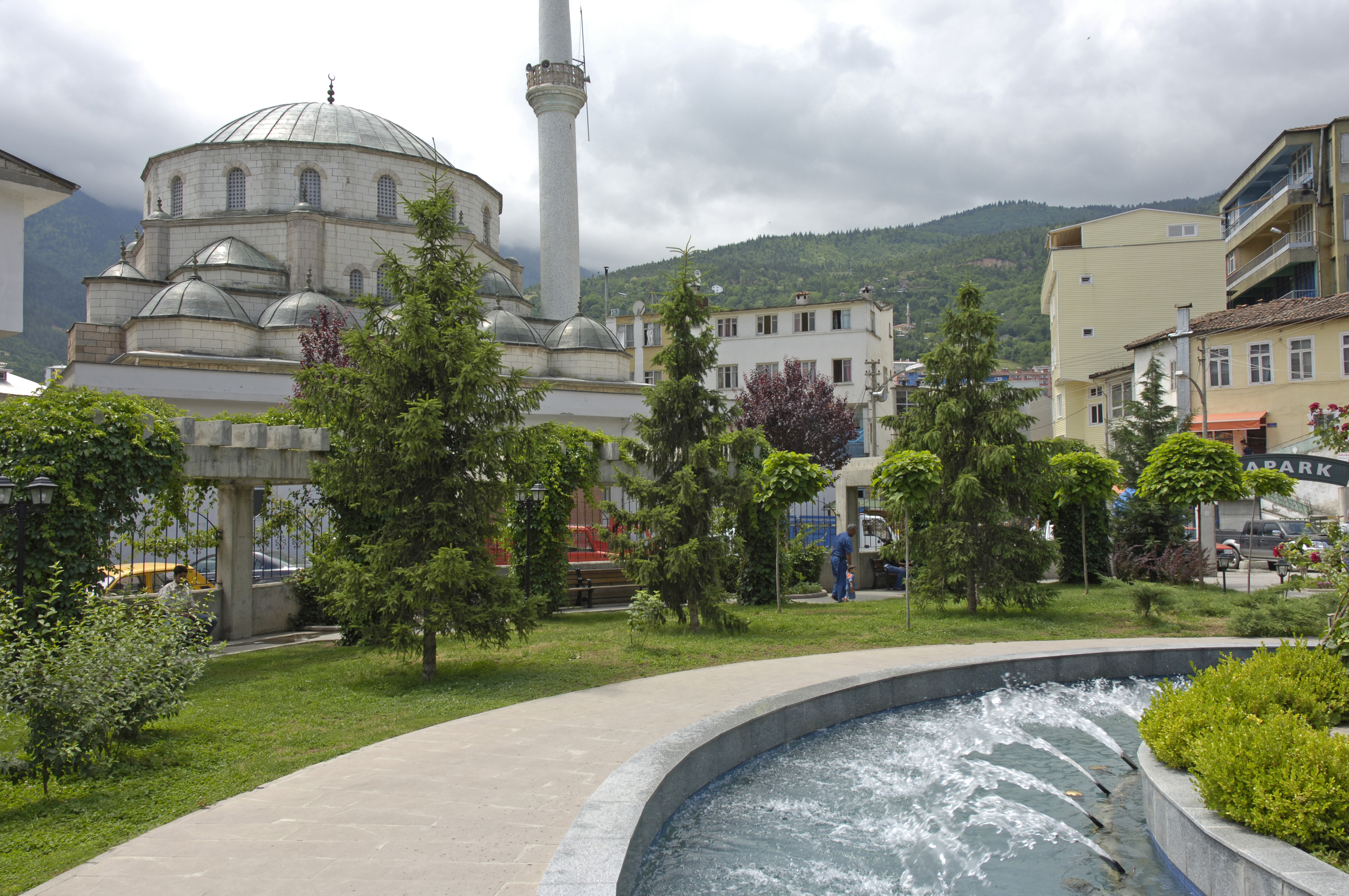
Mesquita central e jardim público

Artvim (em turco: Artvin) é uma cidade e distrito (em turco: ilçe) do nordeste da Turquia. É capital da da província homónima e faz parte da região do Mar Negro. O distrito tem 1 084,7 km² de área e em 2012 a sua população era de 33 692 habitantes (densidade: 31,1 hab./km²), dos quais 25 771 moravam na cidade. Em Artvim funciona a Universidade Artvin Çoruh, fundada em 2007.
Artvim faz parte da chamada Arménia turca (ou Arménia ocidental ou otomana), um nome dado às regiões do nordeste da Anatólia pertencentes ao Império Otomano que até à Primeira Guerra Mundial tinham uma população apreciável de arménios. Atualmente a população é constituída principalmente por turcos, mas também por georgianos e lazes.[carece de fontes?]

## Geografia
A cidade situa-se numa região montanhosa do nordeste da Turquia, cerca de 70 km (por estrada, muito menos em linha reta) a sudeste da costa do mar Negro e a algumas dezenas de quilómetros a sul da fronteira com a Geórgia. Ocupa um monte em cujo sopé corre o rio Çoruh (em grego: Άκαμψις; romaniz.: Acampsis; em georgiano: ჭოროხი; romaniz.: Ch'orokhi ou Tchorokhi). A barragem de Deriner situa-se no trecho do rio Çoruh perto da cidade, da qual dista 5 km por estrada.
A paisagem da região é composta por montanhas e mesetas altas (como a de Kafkasör) onde há muitos bosques, cascatas e lagos. O clima é húmido e chuvoso durante todo o ano, com verões temperados e frescos, com grande influência marítima do mar Negro.

## História
Segundo o historiador grego da Antiguidade Xenofonte (séculos V e IV a.C.), a região foi ocupada pelos povos macronos, colcos e taocos. O geógrafo clássico Estrabão relata que no século I a.C. existiam vários pequenos reinos sob o domínio  romano. Séculos mais tarde, os bagrátidas arménios tomaram o controlo da região com a ajuda dos Bizantinos. Em 1015, a região foi tomada pelos Seljúcidas.
Exceto por um breve período no século XIII, durante as invasões mongóis, a região foi governada por uma sucessão de dinastias turcas, como o Ilcanato, Cordeiros Negros(em turco: Karakoyunlular), Cordeiros Brancos (Akkoyunlular) e por fim os otomanos, que a integraram no seu império no eialete de Chelder.
A região foi cedida à Rússia na sequência da derrota otomana na guerra russo-turca de 1877-1878, sendo recuperada em 1918 pelo tratado de Brest-Litovski. A 7 de junho de 1921 foi criado o sanjaco (província otomana) de Artvim, que após a declaração da república turca se tornaria a atual província de Artvim.

## Atrações turísticas
- Castelo de Artvim, também chamado de Livana ou Livane, construído em 937
- Fonte de Çelebi Efendi, construída em 1783
- Mesquita de Sale Bei, construída em 1792

Há ainda várias casas e edifícios públicos otomanos. Na região em volta da cidade há vários locais propícios para atividades ao ar livre como escalada, caminhada (trekking) e rafting.
Todos os anos é realizado o Festival da Cultura e Artes do Cáucaso (Kafkasör em turco), cujo evento mais famoso é a "luta de touros", uma espécie de tourada.